# Wolfsburg
Wolfsburg (pronuncia tedesca [ˈvɔlfsbʊʀk]; in basso tedesco Wulfsborg, nell'italiano colloquiale Volsburgo) è una città extracircondariale (targa WOB) di 123 949 abitanti della Bassa Sassonia, in Germania, nota per essere la sede dell'industria automobilistica Volkswagen.
Fa parte della Regione metropolitana di Hannover-Braunschweig-Gottinga-Wolfsburg.

## Geografia fisica
Situata sul fiume Aller a nord-est di Braunschweig, confina con i circondari di Gifhorn e di Helmstedt.

## Storia

### Fondazione
La città è molto giovane, venne infatti pianificata dai nazionalsocialisti allo scopo di costruire una città per i lavoratori della Volkswagen. Wolfsburg venne fondata nel 1938 come Stadt des KdF-Wagens ("Città delle automobili KdF") attorno al villaggio di Hesslingen nel circondario di Gifhorn. Kraft durch Freude (abbreviato in KdF, che significa "forza attraverso la gioia") era il nome dell'organizzazione per lo svago controllata dallo stato tedesco. Uno dei suoi progetti era la KdF-Wagen, che sarebbe in seguito diventata il Volkswagen Maggiolino. Durante la II guerra mondiale a Wolfsburg vennero costruiti anche fuoristrada, aeroplani e altro equipaggiamento militare, principalmente impiegando lavoratori forzati e prigionieri di guerra impiegati nel campo di lavoro Arbeitsdorf.
Nel 1945, dopo la seconda guerra mondiale, la città prese il suo nome attuale dal Castello di Wolfsburg, fondato attorno al 1300 sulla riva dell'Aller. Altre fonti sostengono che il nome della città derivi dal soprannome dato ad Adolf Hitler dai suoi più stretti collaboratori.
(Joachim C. Fest, "Hitler", pag. 188, Seconda edizione: febbraio 1976, Rizzoli Editore)

### Wolfsburg oggi
Nel 1951, Wolfsburg venne separata dal Distretto di Gifhorn, e divenne un distretto urbano. Nel novembre del 2003, Wolfsburg venne ribattezzata Golfsburg per una settimana, per celebrare la quinta generazione della Volkswagen Golf.
In passato, Wolfsburg è stata considerata da molti come una delle città meno interessanti di Germania, scarsa in offerta culturale e attrazioni turistiche, con l'unica significativa ragione di visita costituita dalla fabbrica della Volkswagen. Fino alla caduta della cortina di ferro e allo smantellamento del Muro di Berlino, Wolfsburg era semplicemente un posto lungo la strada per Berlino, in uno stretto corridoio incuneato nella Germania Est. La città, non senza sorpresa, non ha goduto di una industria turistica attiva, e molte guide consigliavano addirittura di evitarla quando si viaggiava in Germania.
Oggi comunque, questo sta cambiando. Con l'apertura di Autostadt nel 2000, che contiene singoli musei per ognuna delle marche di autovetture possedute da Volkswagen, oltre a ristoranti e hotel, più persone hanno una ragione per recarsi a Wolfsburg.
Con l'apertura del Phaeno, Wolfsburg ospita il più grande museo scientifico della Germania. Questo progetto da 80 milioni di Euro, concepito dal dottor Wolfgang Guthardt e finanziato principalmente dalla città di Wolfsburg, presenta un edificio progettato dall'architetto iracheno Zaha Hadid e sale espositive disegnate da Joe Ansel. L'edificio, adiacente alla principale stazione ferroviaria, è un notevole esempio di architettura e tecniche costruttive d'avanguardia. Al suo interno i visitatori possono trovare più di 250 dimostrazioni interattive e opere d'arte su commissione, che ne fanno uno dei migliori musei scientifici del mondo. Nei primi tre mesi di apertura, dal 4 novembre 2005 al 1º marzo 2006, ha avuto più di 100.000 visitatori. Nel museo d'arte, un po' isolato all'altra estremità della Porschestrasse, espone opere di artisti moderni. Sulla piazza principale della città prospetta il Kulturhaus del celebre architetto Alvar Aalto, inaugurato nel 1962.
Alcuni comuni confinanti vennero incorporati in Wolfsburg nel 1972: alcuni del circondario di Gifhorn (Almke, Barnstorf, Ehmen, Fallersleben, Hattorf, Hehlingen, Heiligendorf, Mörse, Neindorf, Sandkamp, Sülfeld) e altri del circondario di Helmstedt (Brackstedt, Kästorf, Neuhaus, Nordsteimke, Reislingen, Velstove, Vorsfelde, Warmenau, Wendschott).
Wolfsburg insieme alla città Ludwigshafen avevano la quota più alta di immigrati italiani nel 2011, secondo i dati del censimento tedesco. Infatti la comunità di italiani immigrati è talmente grande che esiste un consolato d'Italia.

## Clima
| Wolfsburg           | Mesi | Mesi | Mesi | Mesi | Mesi | Mesi | Mesi | Mesi | Mesi | Mesi | Mesi | Mesi | Stagioni | Stagioni | Stagioni | Stagioni | Anno |
| Wolfsburg           | Gen  | Feb  | Mar  | Apr  | Mag  | Giu  | Lug  | Ago  | Set  | Ott  | Nov  | Dic  | Inv      | Pri      | Est      | Aut      | Anno |
| ------------------- | ---- | ---- | ---- | ---- | ---- | ---- | ---- | ---- | ---- | ---- | ---- | ---- | -------- | -------- | -------- | -------- | ---- |
| T. max. media (°C)  | 2,8  | 3,6  | 7,8  | 12,9 | 18,0 | 21,2 | 22,7 | 22,4 | 18,9 | 13,2 | 7,5  | 3,9  | 3,4      | 12,9     | 22,1     | 13,2     | 12,9 |
| T. min. media (°C)  | −2,3 | −2,3 | −0,2 | 3,2  | 7,1  | 10,5 | 12,6 | 12,1 | 9,3  | 5,5  | 2,3  | −0,8 | −1,8     | 3,4      | 11,7     | 5,7      | 4,8  |
| Precipitazioni (mm) | 42   | 36   | 41   | 45   | 57   | 69   | 62   | 62   | 44   | 41   | 47   | 47   | 125      | 143      | 193      | 132      | 593  |

## Stemma
Lo stemma di Wolfsburg appare sul volante delle prime automobili Volkswagen al posto dello stemma della Volkswagen stessa.

## Cultura
Pur essendo la città di fondazione recente, troviamo al suo interno edifici risalenti al medioevo, come il castello di Wolfsburg e il castello di Fallersleben.

### Musei
A Wolfsburg tra i luoghi di interesse si trovano nuove attrazioni come la Autostadt (un grande museo di automobili all'aria aperta, gestito e di proprietà della Volkswagen), un planetario, il Phaeno Science Center, e il museo d'arte Kunstmuseum Wolfsburg.
A Wolfsburg è presente l'AutoMuseum Volkswagen, inaugurato nel nell'aprile 1985 che ospita circa 130 autovetture nella sua esposizione permanente, che vanno dai primi esemplari del Maggiolino alle concept car e prototipi di vetture Volkswagen.

## Infrastrutture e trasporti
La stazione centrale di Wolfsburg si trova sulla linea ad alta velocità Hannover-Berlino.

## Sport
La principale società di calcio della città è il Wolfsburg, sponsorizzato dalla Volkswagen, campione di Germania nella stagione 2008-2009.

## Amministrazione

### Gemellaggi
- Luton, dal 1950
- Puebla de Zaragoza, dal 1963
- Marignane, dal 1963
- Provincia di Pesaro e Urbino, dal 1975
- Halberstadt, dal 1989
- Togliatti, dal 1991
- Bielsko-Biała, dal 1998

Città associate
- Sarajevo, dal 1985
- Toyohashi, dal 2002